# Argyresthia aurulentella
Argyresthia aurulentella là một loài bướm đêm thuộc họ Yponomeutidae. Nó được tìm thấy ở Bắc Âu, Trung Âu, miền tây Nga và Macedonia.
Sải cánh dài 7–9 mm. Con trưởng thành bay từ tháng 7 đến tháng 8. .
Ấu trùng ăn Juniperus communis.